# Рогер де Фламинк
Роџер Де Фламинк (хол. Roger de Vlaeminck; Екло, 24. август 1947) је бивши белгијски професионални бициклиста. Фламинк, је имао надимак „Циганин“ (енгл. The Gypsy), јер
потиче из фамилије трговачких путника. Један је од најуспешнијих возача класичних бициклистичких трка са укупно 11 освојених наслова првака. Рекорд од четири победе на класичној трци Париз—Рубе донео му је и надимак монсињор Париз—Рубе.

## Каријера

### Аматерска каријера
Де Фламинк је у младости намјеравао да се бави фудбалом, дебитовао је за ФК Екло са 16 година, али његов брат Ерик је био успешан професионални бициклиста и притискао је Роџера да се бави бициклизмом. Као јуниор почео је да вози 1965. остваривши једну победу, а већ 1966. године, остварује 25 победа. На светском првенсту у сајкло кросу, одржаном у Луксембургу 1968. Ерик је постао светски професионални шампион, а Роџер аматерски светски шампион истог дана. На олимпијским играма 1968. године, Фламинк је освојио 18 место у друмској трци.

### Професионална каријера
Де Фламинк је започео професионалну каријеру сезоне 1969, тако да је његова каријера ишла паралелно са каријером Едија Меркса, са којим се борио око наслова првака током целе каријере. Прва трка коју је возио била је Трка Народа, коју је освојио. Свакако највећи успех су му победничка постоља на класичној трци Париз—Рубе коју је возио 14 пута. Победе је остварио 1972, 1974, 1975. и 1977. године, четири пута је био други и једном трећи. Поред друмског бициклизма, возио је и трке Циклокроса. Возећи, почетком године трке циклокроса, припремао се за пролећни класик. Једина велика једнодневна трка коју није освојио је светско првенство.
Де Фламинк је један од само три возача који је освојио свих пет споменика бициклизма у које се убрајају класичне трке: Милано—Санремо, Трка око Фландрије, Париз—Рубе, Трка Лијеж—Бастоњ—Лијеж и Ђиро ди Ломбардија. Друга два возача су такође Белгијанци, Рик ван Лој и Еди Меркс.
Тур де Франс је возио три пута и успео је да освоји једну етапу 1970, а једну етапу је освојио и на Шпанској Вуелти, док је највише успеха имао на Италијанском Ђиру, где је освојио 22 етапе и три пута мајицу у класификацији по поенима.
Његова каријера је трајала 15 година и остарио је 257 победа.

## Пензионисање
Роџер де Фламинк се повукао из професионалног бициклизма на крају 1984. године, али је и даље остао у бициклизму. 2004. године, био је тренер сакјло крос возача. Фламинка су често вређали новинари. Он је критиковао модерни бициклизам са више лидера у тиму. Фламинк је познат по његовом оштром мишљењу о Тому Бонену, изјавивши да је недостојан изједначавања његовог рекорда од четири победе на Париз - Рубе трци јер бициклизам није сада тежак колико је некада био.